# Vitus Nagorny
Vitus Nagorny (ur. 21 czerwca 1978 w Majłuu-Suu) – kirgiski piłkarz grający na pozycji napastnika. Posiada także obywatelstwo niemieckie.